# 20-и южен паралел
20-ият южен паралел или 20° южна ширина e паралел, който се намира на 20° южно от екваториалната равнина. От началния меридиан на изток прекосява Атлантическия океан, Африка, Индийския океан, Австралия, Тихия океан, Южна Америка и Атлантическия океан.
| Координати                                        | Океани, Морета Държави | Подробности (административни единици, градове, други) |
| ------------------------------------------------- | ---------------------- | --- |
| 20°00′ ю. ш. 0°00′ и. д. / 20° ю. ш. 0° и. д.     | Атлантически океан     | |
| 20°00′ ю. ш. 17°00′ и. д. / 20° ю. ш. 17° и. д.   | Намибия                | |
| 20°00′ ю. ш. 24°00′ и. д. / 20° ю. ш. 24° и. д.   | Ботсуана               | |
| 20°00′ ю. ш. 30°00′ и. д. / 20° ю. ш. 30° и. д.   | Зимбабве               | |
| 20°00′ ю. ш. 34°00′ и. д. / 20° ю. ш. 34° и. д.   | Мозамбик               | |
| 20°00′ ю. ш. 39°30′ и. д. / 20° ю. ш. 39.5° и. д. | Индийски океан         | Мозамбикски проток |
| 20°00′ ю. ш. 46°30′ и. д. / 20° ю. ш. 46.5° и. д. | Мадагаскар             | |
| 20°00′ ю. ш. 84°30′ и. д. / 20° ю. ш. 84.5° и. д. | Индийски океан         | Мавриций – остров Мавриций (20°16′ ю. ш. 57°36′ и. д. / 20.266667° ю. ш. 57.6° и. д.), остров Родригес (19°43′ ю. ш. 63°25′ и. д. / 19.716667° ю. ш. 63.416667° и. д.) |
| 20°00′ ю. ш. 134°00′ и. д. / 20° ю. ш. 134° и. д. | Австралия              | Западна Австралия, Северна територия, Куинсланд |
| 20°00′ ю. ш. 159°00′ и. д. / 20° ю. ш. 159° и. д. | Коралово море          | Нова Каледония – о-ви Белеп (19°45′ ю. ш. 163°40′ и. д. / 19.75° ю. ш. 163.666667° и. д.), остров Бааба (20°03′ ю. ш. 163°58′ и. д. / 20.05° ю. ш. 163.966667° и. д.), остров Балабио(20°06′ ю. ш. 164°12′ и. д. / 20.1° ю. ш. 164.2° и. д.), остров Ботан-Бопре (20°24′ ю. ш. 166°08′ и. д. / 20.4° ю. ш. 166.133333° и. д.) |
| 20°00′ ю. ш. 130°00′ з. д. / 20° ю. ш. 130° з. д. | Тихи океан             | Фиджи – остров Ватоа (19°54′ ю. ш. 178°18′ и. д. / 19.9° ю. ш. 178.3° и. д.); Тонга – о-ви Хаапай (20°00′ ю. ш. 174°40′ и. д. / 20° ю. ш. 174.666667° и. д.); Кукови острови – остров Мауке (20°10′ ю. ш. 157°20′ з. д. / 20.166667° ю. ш. 157.333333° з. д.), остров Митиаро (19°51′ ю. ш. 157°43′ з. д. / 19.85° ю. ш. 157.716667° з. д.), остров Атиу (20°00′ ю. ш. 158°07′ з. д. / 20° ю. ш. 158.116667° з. д.); о-ви Туамоту – атол Ахунуи (19°38′ с. ш. 140°25′ з. д. / 19.633333° с. ш. 140.416667° з. д.), атол Анунураро (20°26′ с. ш. 143°32′ з. д. / 20.433333° с. ш. 143.533333° з. д.), атол Херехеретуе (19°52′ с. ш. 144°58′ з. д. / 19.866667° с. ш. 144.966667° з. д.) |
| 20°00′ ю. ш. 69°00′ з. д. / 20° ю. ш. 69° з. д.   | Чили                   | |
| 20°00′ ю. ш. 65°00′ з. д. / 20° ю. ш. 65° з. д.   | Боливия                | |
| 20°00′ ю. ш. 60°00′ з. д. / 20° ю. ш. 60° з. д.   | Парагвай               | |
| 20°00′ ю. ш. 49°00′ з. д. / 20° ю. ш. 49° з. д.   | Бразилия               | Мато Гросо до Сул, Сао Пауло, Минас Жерайс – гр. Белу Оризонти (19°56′ с. ш. 43°57′ з. д. / 19.933333° с. ш. 43.95° з. д.), Еспирито Санто |
| 20°00′ ю. ш. 0°00′ и. д. / 20° ю. ш. 0° и. д.     | Атлантически океан     | |